# العناية بالشعر

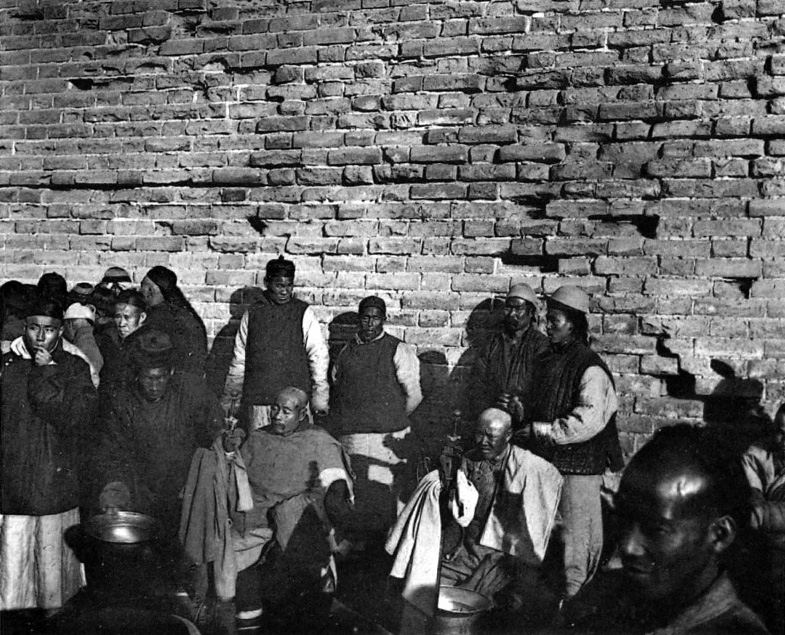

العناية بالشعر هو مصطلح شامل للنظافة والجمال اللذين ينطويان على شعر رأس الإنسان. وتشمل العناية بالشعر تهذيبه أو تشذيبه أو حلقه وفقا لموضع الشعر ونوعه، ووفقا لمختلف العمليات التي يمكن تطبيقها على الشعر. تختلف أنواع الشعر فهو مظهر من مظاهر التنوع البشري.
في هذه المقالة، يتم أخذ «العناية بالشعر» على أنها تعني العناية بشعر رأس الإنسان، وكما يمكنه الإشارة أيضا إلى العمليات والخدمات التي تؤثر على شعر الأجزاء الأخرى من الجسم. ويشمل هذا شعرَ الوجه للرجال والنساء وشعرُ الكهربائي، بقيةَ الجسم والتي قد تكون ملونة أو مشذبة ومحلقة ومنتفة أو بطريقة أخرى مزالة بالعلاجات مثل الشمع أو الحلاوة أو الخيط. وتقدم هذه الخدمات في الصالونات وفي محلات الحلاقة ومنتجعات اليوم، والمنتجات المتاحة تجاريًا للاستخدام المنزلي. وتتوفر أيضا إزالة الشعر بالليزر والتحليل الكهربائي، تتوفر هذه الخدمات (في الولايات المتحدة) من قبل المهنيين المرخص لهم في المكاتب الطبية أو المنتجعات الصحية المتخصصة.

## تنظيف الشعر وتكييفه

### العمليات البيولوجية والنظافة
قد تظهر العناية بالشعر والعناية بفروة الرأس بشكل منفصل، ولكنهما مترابطتان في الواقع لأن الشعر ينمو من تحت الجلد.الأجزاء الحية من الشعر (بصيلات الشعر، وجذور الشعر، وغمد الجذر، والغدة الدهنية) توجد تحت الجلد، في حين أن جذع الشعرة الفعلي الذي يظهر (للبشرة الذي يغطي القشرة والنخاع) ليس لديه مقومات المعيشة.
الضرر أو التغييرات التي حدثت لجذع الشعرة المرئية لا يمكن إصلاحه من خلال عملية بيولوجية، على الرغم من وجود الكثير الذي يمكن عمله لإدارة الشعر وضمان أن تظل البشرة سليمة.
جلد فروة الرأس، تماما مثل أي جلد آخر في الجسم، يجب أن يبقى بصحة جيدة لضمان صحة الجسم وإنتاج شعر صحي. إذا لم يتم تنظيف فروة الرأس بانتظام، عن طريق إزالة خلايا الجلد الميتة، خرجت السموم عن طريق الجلد أو عن طريق المخاطر الخارجية (مثل البكتيريا والفيروسات والمواد الكيميائية) قد تسبب أرضية خصبة للعدوى، ومع ذلك، ليست كل اضطرابات فروة الرأس هي نتيجة الالتهابات البكتيرية.غالبا ما تكون الأعراض يمكن علاجها عن طريق إدارة الحالة (على سبيل المثال:القشرة). وهناك أيضا البكتيريا التي تؤثر على الشعر نفسه.قمل الرأس هو من أكثر أمراض الشعر وفروة الرأس انتشارا في جميع أنحاء العالم. ويمكن إزالة قمل الرأس بالاهتمام، وتؤكد الدراسات أنه لا يرتبط بالضرورة بقلة النظافة. تكشف الدراسات الحديثة أن قمل الرأس يتكاثر في الواقع في الشعر النظيف.غسل الشعر كمصطلح قد يكون مضراً بعض الشيء، فهو ضروري لإنتاج شعر صحي وغالبا التنظيف البسيط لجلد فروة الرأس هو الطريقة التي يحتاجها الجلد في جميع أنحاء الجسم للحصول على نظافة جيدة.
الغدد الدهنية في الجلد البَشْري تنتج الزهم، والتي تتكون أساسا من الأحماض الدهنية. ويعمل الزهم لحماية الشعر والجلد، ويمكن أن يمنع نمو الكائنات الدقيقة على الجلد. ويساهم الزهم في الحمضية الطبيعيةأس هيدروجيني للبشرة في مكان ما بين 5 و 6.8 درجة على الطيف الهيدروجيني. فهذه المادة الزيتية تعطي رطوبة وتألقاً للشعر لأنها تنتقل بشكل طبيعي إلى أسفل جذع الشعرة وتعمل كمادة واقية تمنع الشعر من الجفاف أو امتصاص كميات كبيرة من المواد الخارجية. يتم توزيع الزهم أيضا أسفل جذع الشعرة «ميكانيكيا» بالفرشاة والتمشيط. عند وجود فائض في الزهم، يمكن أن تظهر جذور الشعر زيتية ودهنية وأغمق من المعتاد، وقد يلتصق الشعر ببعضه البعض.

## تنظيف الشعر
الطريقة الوحيدة لتوزيع الزيوت الطبيعية في الشعر هي بواسطة تمشيطه بفرشاة الشعر الخشن الطبيعية. تنقل الشعيرات الطبيعية الزيت بفعالية من فروة الرأس وحتى منتصف أطوال الشعر ونهاياته، وتغذي أجزاء الشعر. تمشيط فروة الرأس يحفز أيضا الغدة الدهنية، والتي بدورها تنتج المزيد من الزهم. عندما يجتمعان الزهم والعرق على سطح فروة الرأس، فإنهما يساعدان على خلق طبقة حمضية، وهي طبقة واقية خاصة للبشرة.
يزيل غسل الشعر العرق الزائد والزيت، كما يزيل أيضا الأشياء الغير مرغوب فيها من الشعر وفروة الرأس. غالبا ما يتم غسل الشعر كجزء من الاستحمام بالشامبو، السطحي المتخصص. يستخدم الشامبو بوضعه على الشعر مع الماء. يكسر الشامبو التوتر السطحي للماء، فيسمح للشعر أن يتخلله الماء. ويعرف هذا بالتبليل.يحدث التبليل بسبب الشامبو فهو يقوم بجذب الماء إلى جذع الشعرة. وعلى العكس، ينجذب ذيل الجزيء الشامبو إلى الشحوم والأوساخ والزيت الموجود على جذع الشعرة. الغسل بالشامبو يجعل الشحوم والأوساخ تصبح مستحلباً ثم تشطف بعيدا بالماء، ويعرف هذا بالاستحلاب.الشامبو الخالي من الكبريتات هو أقل إيذاءً للشعر الملون من الشامبو العادي الذي يحتوي على الكبريتات. تجرد الكبريتات الزيوت الطبيعية بعيدا، تمام كصبغة الشعر. والكبريتات مسؤولة أيضا عن تأثير رغوة الشامبو.
يملك الشامبو درجة حموضة ما بين 4و 6 ولا يحتوي على الصابون. الشامبوهات التي تحتوي على صابون أقل حمضية وبالتالي هي أقرب إلى الحموضة الطبيعية للشعر. الشامبو الحمضي هو النوع الأكثر شيوعا يستخدم للحفاظ على حالة الشعر أو تحسينه كما أنه لا يضخم جذع الشعر ولا يجرده من الزيوت الطبيعية.
غالبا ما تستخدم منعمات الشعر بعد غسله بالشامبو لتنعيم طبقة بشرة الشعر، والذي يمكن أن يصبح خشناً خلال العمليات الفيزيائية للشامبو. هناك ثلاثة أنواع رئيسة لمنعمات الشعر: منعمات مضادة للأكسدة، والتي تستخدم أساسا في الصالونات بعد الخدمات الكيماوية ولمنع لأكسدة لمنعمات الداخلية التي تدخل في قشرة الشعر وتساعد على تحسين حالة الشعر الداخلية (تعرف أيضا باسم العلاج)؛ المنعمات الخارجية أو اليومية التي تنعم طبقة البشرة ومما يجعل الشعر لامع ويمكن تمشيطه وناعم. ويمكن لمنعمات الشعر أن تكون طبقة فيزيائية لحماية الشعر من الأضرار الفيزيائية والبيئية.

## أطوال الشعر
- أصلع – عدم وجود شعر إطلاقا.
- محلق- الشعر الذي حلق تماما وصولا إلى فروة الرأس.
- القصير جدا -الشعر القصير للغاية ويكاد ان يوجد.
- المقصوص- الشعر الأطول قليلا.
- قصة الصبي - الشعر الأطول قليلا، ولكن لم يصل إلى الآذن طول الأذن – الشعر الذي يصل إلى الاذن
- على مستوى الذقن - ينمو الشعر وصولا إلى الذقن.
- على مستوى الوجه – الشعر الذي يصل إلى الرقبة أو الكتفين.
- على مستوى الكتف – الشعر الذي يصل إلى الكتفين.
- على مستوى الإبط – الشعر الذي يصل إلى الإبط.
- منتصف مستوى الظهر - الشعر الذي يصل إلى نقطةالقفص الصدري والصدر.
- على مستوى الخصر - الشعر الذي يصل إلى الخصر، قليلا فوق عظام الورك.
- على مستوى الورك – الشعر الذي يصل إلى الوركين.
- على مستوى عجب الذنب - الشعر الذي يصل إلى مستوى عجب الذنب.
- الطول الكلاسيكي - الشعر الذي يصل إلى الساقين أو الأرداف.
- على مستوى الفخذ - الشعر الذي يصل إلى منتصف الفخذ.
- على مستوى الركبة - الشعر الذي صل إلى الركبة.
- على مستوى ربلة الساق - الشعر الذي يصل إلى ربلة الساق.
- على مستوى الأرض - الشعر الذي يصل إلى الأرض.

## التغيير الكيميائي
التغيرات الكيميائية مثل التجعيد، والتلوين يمكن القيام به لتغيير منظر وملمس الشعر. كل هذه تغييرات مؤقتة لأن التغييرات الدائمة ليست ممكنة في هذا الوقت.
التغيير الكيميائي للشعر يؤثر فقط على الشعر الذي فوق فروة الرأس. إلا إذا تلفت جذور الشعر، وينمو الشعر الجديد باللون الطبيعي والملمس.

### تلوين الشعر
عمليات تلوين الشعر يمكن أن يشار إليها بالتلوين أو التبييض، اعتمادا على ما إذا كانت إضافة أو إزالة الصبغة.
تلوين الشعر المؤقت يغطي الشعر بالصبغة والتي تغسل لاحقا من معظم تغييرات اللون الدائم وتتطلب أن تكون بشرة الشعر مفتوحة حتى يتغير اللون.
تستخدم هذه العملية المواد الكيميائية لتغيير بنية الشعر، ويمكن ان يسبب تلفا للبشرة أو البنية الداخلية للشعر، وتتركه جاف وضعيف أو تجعله عرضة للكسر. يمكن أن لا تكون البشرة قريبةً بعد معالجة الشعر، كما يظهر في الشعر الخشن أو فقدان للصبغة. وبشكل عام اختيار لون الشعر أفتح من الشعر الأول، يمكن أن يسبب الكثير من الأضرار. وتشمل الخيارات الأخرى لتطبيق اللون على الشعر إلى جانب الأصباغ الكيميائية استخدام الأعشاب والحناء والنيلة، أو اختيار الحلول الخالية من الأمونيا.

### التجعيد والتمليس الكيميائي
التجعيد والتمليس باستخدام المملس أوالتجديد الحراري ينطوي على التغيير الكيميائي للهيكل الداخلي للشعر لتجعيده، أو تمليسه. الشعر الذي تعرض للتغيرات الكيميائية الدائمة يكون أضعف وينبغي أن يعامل بلطف وعناية أكثر من الشعر الذي لم يتعرض لذلك.

## حالات خاصة لأنواع الشعر

### الشعر الطويل
العديد من الصناعات تتطلب عدم وجود الشعر لمنع إصابة العامل. وهذا يمكن أن يشمل الأشخاص الذين يعملون في البناء، والمرافق، ومحلات الآلات من مختلف الانواع. وعلاوة على ذلك، تتطلب العديد من المهن عدم وجود الشعر لأسباب تتعلق بالصحة العامة، ومثال على ذلك هو صناعة المواد الغذائية. وهناك أيضا الألعاب الرياضية التي قد تتطلب قيود مماثلة لأسباب تتعلق بالسلامة: : للحفاظ على العينين من الشعر وتشويش الرؤية ولمنع الوقوع في المعدات الرياضية أو الأشجار والشجيرات، أو الشعر المتعقد في ظروف الطقس القاسية أو الماء. السلامة عادة هي السبب وراء عدم السماح بفتح الشعر عند قيادة الدراجات النارية والسيارات الرياضية المفتوحة من الاعلى.

### الجلد الحساس
يتشابه جلد فروة الرأس للأطفال وكبار السن في إنتاج الغدة الدهنية وذلك بسبب المستويات الهرمونية. تفرز الغدة الدهنية الزهم، والاستر الشمعي، الذي يحافظ على حمضية فروة الرأس ويوفر غطاء يحافظ على البشرة نضرة ورطبة. ينتج الزهم بشكل مفرط، بين كل 2-3 أيام لمتوسط البالغين. الأشخاص ذوي الجلد الحساس قد يواجهون فاصل زمني أطول. غالبا ما يتطلب الغسيل اليومي للشعر للمراهقين. كما يضفي الزهم طبقة واقية على جدائل الشعر. الغسيل اليومي يزيل الزهم ويحرض على زيادة إنتاج الزهم، لأن الجلد يلاحظ أن فروة الرأس تفتقر إلى ما يكفي من الرطوبة. في حالات اضطرابات فروة الرأس، ويمكن أن لا يكون الأمر كذلك. إنتاج الغدة الدهنية للأطفال وكبار السن ليس في ذروتها ولهذا فإن الغسيل اليومي ليس ضرورياً.

## علاج الضرر

### الأطراف المقصفة
الأطراف المقصفة المعروفة باسم  تريش الشعر ، يحدث عندما يتم تجريد البشرة الوقائية بعيدا عن نهايات ألياف الشعر.
هذه الحالة تنطوي على التقسيم الطولي للألياف الشعر. أي ضرر كيميائي أو فيزيائي مثل الحرارة والظروف الجوية يؤدي إلى تقصف الأطراف. تتقصف عادة ألياف الشعر المتضررة إلى قسمين أو ثلاثة أقسام ويمكن أن يكون التقصف 2-3 سم في الطول.يحدث غالبا التقصف في الشعر الطويل ويمكن أيضا أن يحدث للشعر القصير عندما لا يكون في حالة جيدة.
الزيوت الواقية الطبيعية لفروة الرأس تفشل في الوصول إلى أطراف الشعر لأن الشعر ينمو. وتعتبر الأطراف قديمة بمجرد وصولها إلى حوالي 10 سم لأنها تعرضت طويلا لأشعة الشمس والشامبو ومجففات الشعر والمكاوي الساخنة. كل هذا يظهر في الأطراف الجافة التي تكون عرضة للتقصف.
عدم ترطيب الشعر يمكن أن يؤدي إلى التقصف.

### التكسر وأضرار أخرى
يمكن أن يتلف الشعر بتعرضه للمواد الكيميائية لفترات طويلة أو التعرض المتكرر للحرارة (من خلال استخدام الأدوات الحرارية) والتجعيد والتمليس.
يضر الزيت الشعر الخشن وفروة الرأس الجافة لأنه يقلل التغذية للشعر مما يؤدي إلى التقصف وتساقط الشعر. عندما يتصرف الشعر بطريقة غير معتادة، أو ينشأ مرض جلدي لفروة الرأس، فإنه غالبا ما يكون ضروريا زيارة طبيب مؤهل، وفي بعض الأحيان طبيب امراض جلدية، أو أخصائي شعر. الحالات التي تتطلب هذا النوع من المساعدة المهنية تتضمن، أشكال الثعلبة وسحب الشعر / قطعه والشعر غير قادر على الخروج والنقاط السوداء على الشعر والطفح الجلدي أو الحروق الناتجة عن العمليات الكيميائية.
يوفر الجل مظهرا لامعا ولكنه يجفف الشعر ويجعله خشنا.